# Rialto Film

Das Logo der Rialto Film zeigt eine Gondel beim Unterqueren der berühmten Rialtobrücke in Venedig.

Die Rialto Film GmbH ist eine in Berlin ansässige Filmproduktionsfirma.

## Geschichte
Die dänische Rialto Film, deren einstige Tochtergesellschaft das heutige deutsche Unternehmen ist, wurde 1897 in Kopenhagen von Constantin Philipsen gegründet. Dessen Sohn Preben Philipsen gründete 1950 mit Waldfried Barthel die nach dem Vater benannte Filmverleihfirma Constantin-Film und fasste damit auf dem deutschen Filmmarkt Fuß.
1959 produzierte die dänische Rialto Film den Edgar-Wallace-Film Der Frosch mit der Maske für Constantin-Film. Philipsen erwarb daraufhin die Exklusivrechte für die Verfilmung weiterer Romane von Edgar Wallace und gründete am 18. August 1960 mit dem deutschen Filmkaufmann Franz Sulley die Rialto Film Filmproduktion und Filmvertrieb GmbH in Frankfurt am Main.
1960 wurde Horst Wendlandt Produktionschef und nach dem Ausscheiden Sulleys 1961 Geschäftsführer der deutschen Rialto Film, deren Sitz 1960 nach Hamburg und im September 1962 mit Wendlandt als Teilhaber nach Berlin verlegt wurde. 1963 wurde auf Initiative Wendlandts die neue Rialto Film Preben Philipsen GmbH & Co. KG mit Sitz in Berlin-West gegründet. Die alte Rialto Film Preben Philipsen GmbH fungierte als Komplementär. Von 1966 bis 1970 war Peter Sundarp Filmgeschäftsführer der Rialto Film.
Für Constantin-Film produzierte die Rialto Film unter Wendlandts Leitung neben den Edgar-Wallace-Filmen 1962 auch den Film Der Schatz im Silbersee, dem bis 1966 zahlreiche weitere erfolgreiche Karl-May-Verfilmungen folgten. Insgesamt entstanden bei der Rialto Film bis 1966 neun Karl-May-Filme sowie bis 1972 32 Edgar-Wallace-Filme und zahlreiche weitere, z. T. äußerst erfolgreiche Unterhaltungsfilme. Ab 1972 wurden die Filme der Rialto zumeist von der von Wendlandt gegründeten Tobis Film verliehen.
Nach finanziellen Schwierigkeiten in seiner dänischen Heimat zog sich Preben Philipsen 1976 aus dem Filmgeschäft zurück und verkaufte seine Geschäftsanteile an Horst Wendlandt, der nun alleiniger Geschäftsführer der Rialto Film GmbH war.
In den folgenden Jahren konnte sich die Rialto Film mit der Produktion und Koproduktion von Filmen mit Louis de Funès, Loriot, Otto Waalkes, Terence Hill, Bud Spencer und vielen anderen im Filmgeschäft behaupten.
Im September 1992 trat Wendlandts Sohn Matthias als Geschäftsführer in die Rialto Film ein. Die Tochter Susan Wendlandt-Nielebock versuchte über ihre eigene Firma Krümel Film selbst Kinofilme und Dokumentationen zu produzieren. Die Firma wurde jedoch 2013 liquidiert.
Seit dem Tod von Horst Wendlandt am 30. August 2002 führt Matthias Wendlandt die Arbeit seines Vaters zusammen mit seinem Sohn Felix Wendlandt fort. Felix Wendlandt ist seit 2010 Geschäftsführer der Rialto Film. Im Wesentlichen beschränkt sich die Rialto Film auf die Verwertung des vorhandenen Filmbestandes.

## Filmografie (Auswahl)
| - 1957: Für zwei Groschen Zärtlichkeit - 1958: Der Mann, der nicht nein sagen konnte - 1958: Das haut einen Seemann doch nicht um - 1959: Der Frosch mit der Maske - 1960: Der rote Kreis - 1960: Die Bande des Schreckens - 1961: Der grüne Bogenschütze - 1961: Die toten Augen von London - 1961: Das Geheimnis der gelben Narzissen - 1961: Der Fälscher von London - 1961: Die seltsame Gräfin - 1961: Unser Haus in Kamerun - 1962: Das Rätsel der roten Orchidee - 1962: Die Tür mit den sieben Schlössern - 1962: Das Gasthaus an der Themse - 1962: Ich bin auch nur eine Frau - 1962: Der Schatz im Silbersee - 1963: Der Zinker - 1963: Der schwarze Abt - 1963: Das indische Tuch - 1963: Winnetou 1. Teil - 1964: Zimmer 13 - 1964: Wartezimmer zum Jenseits - 1964: Die Gruft mit dem Rätselschloss - 1964: Winnetou 2. Teil - 1964: Der Hexer - 1964: Unter Geiern - 1964: Das Verrätertor - 1965: Neues vom Hexer - 1965: Der Ölprinz - 1965: Winnetou 3. Teil - 1965: Old Surehand 1. Teil - 1965: Der unheimliche Mönch - 1966: Winnetou und das Halbblut Apanatschi - 1966: Der Bucklige von Soho - 1966: Winnetou und sein Freund Old Firehand - 1966: Das Geheimnis der weißen Nonne - 1967: Das älteste Gewerbe der Welt - 1967: Die blaue Hand - 1967: Der Mönch mit der Peitsche - 1967: Die Zeit der Kirschen ist vorbei - 1968: Der Hund von Blackwood Castle - 1968: Im Banne des Unheimlichen - 1968: Van de Velde: Die vollkommene Ehe - 1968: Der Gorilla von Soho - 1968: Zum Teufel mit der Penne | - 1969: Der Mann mit dem Glasauge - 1969: Wie der nackte Wind des Meeres - 1969: Klassenkeile - 1969: Das Gesicht im Dunkeln - 1969: Wie kommt ein so reizendes Mädchen zu diesem Gewerbe? - 1969: Dr. med. Fabian – Lachen ist die beste Medizin - 1969: Van de Velde: Das Leben zu zweit – Die Sexualität in der Ehe - 1969: Der Kerl liebt mich – und das soll ich glauben? - 1970: Die Herren mit der weißen Weste - 1970: Was ist denn bloß mit Willi los? - 1970: Die Feuerzangenbowle - 1970: Groupie Girl - 1971: Hurra, wir sind mal wieder Junggesellen! - 1971: Die Tote aus der Themse - 1971: Rosy und der Herr aus Bonn - 1971: Unser Willi ist der Beste - 1972: Das Geheimnis der grünen Stecknadel - 1972: Das Rätsel des silbernen Halbmonds - 1972: Willi wird das Kind schon schaukeln - 1972: Hauptsache Ferien - 1972: Der Killer und der Kommissar - 1973: Die Schlange - 1973: Mein Name ist Nobody - 1973: Nobody ist der Größte - 1975: Das Schlangenei - 1978: Plattfuß in Afrika - 1978: Sie nannten ihn Mücke - 1979: Eine einfache Geschichte - 1981: Eine Faust geht nach Westen - 1981: Lola - 1981: Der Mann im Pyjama - 1982: Die Sehnsucht der Veronika Voss - 1983: Das As der Asse - 1985: Otto – Der Film - 1986: Momo - 1987: Otto – Der neue Film - 1988: Ödipussi - 1989: Otto – Der Außerfriesische - 1991: Pappa ante portas - 1991: Einmal Arizona - 1992: Otto – Der Liebesfilm - 1993: Kein Pardon - 1998: Palmetto – Dumme sterben nicht aus - 2000: Otto – Der Katastrofenfilm - 2004: Samba in Mettmann - 2011: Urban Explorer |